# Ford Godzilla
Ford Godzilla — серия восьмицилиндровых двигателей внутреннего сгорания производства Ford Motor Company. Двигатели призваны заменить Modular V10 и Boss V8 во многих областях применения.

## Описание
Первый двигатель семейства Godzilla объёмом 7,3 литра был представлен в 2020 году на Ford Super Duty, затем с 2021 года двигатель начали устанавливать на Ford E-Series. Также Godzilla считается картерным двигателем. В 2023 году был представлен двигатель объёмом 6,8 л, который с 2024 года работает на гибком топливе.

## Технические характеристики
- Объём: 6,8—7,3 л[8][9]
- Система газораспределения: VVT-i
- Коленвал: кованый
- Датчики детонации: от двигателя Ford Boss
- Экономия топлива: регулируемый масляный насос
- Диаметр цилиндра: 107 мм
- Ход поршня: 93,5—101 мм
- Мощность: 224—321 кВт (300—430 л. с.) при 3750—5500 об/мин[10]
- Крутящий момент: 576—658 Н⋅м при 3250—4050 об/мин